# Lambo
Lambo är den cypriotiska artisten Anna Vissis andra musikalbum som kom ut år 1992.

## Låtlista
1. Lambo
2. Akoma Mia
3. Oti Thes Ego
4. Ise Oti Pio Agapimeno Exo
5. Pikre Mou
6. Se Xriazome
7. Mi
8. Xanagirna
9. Opou Ke Na Pas
10. Ftene